# Ana Colovic Lesoska

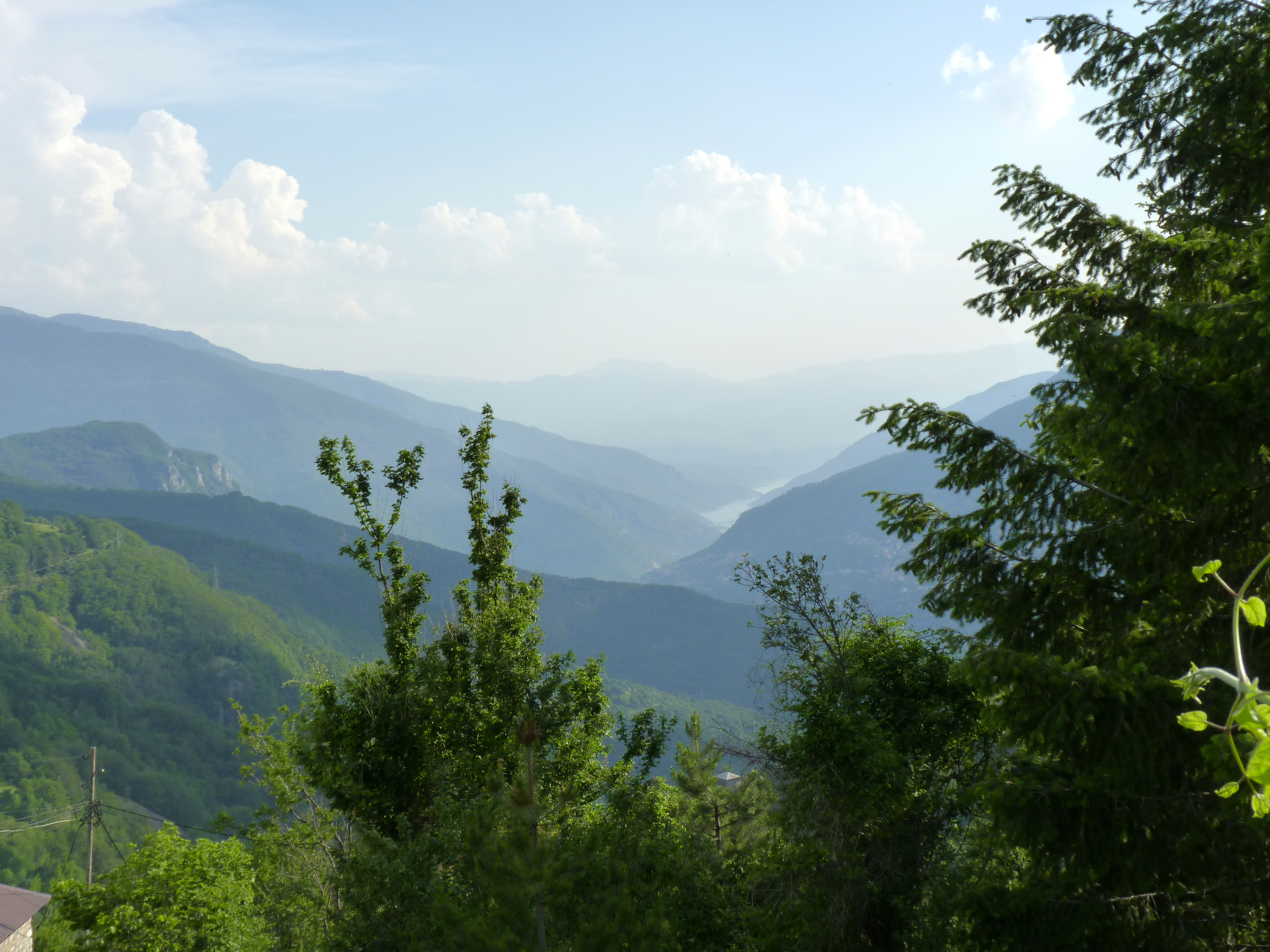
Parcul Național Mavrovo

Ana Čolović Lešoska (n. 0 d.Hr., Skopje, Imperiul Otoman) este o biologă macedoneană care din 2011 a militat împotriva construcției de baraje pentru producția de energie hidroelectrică în Parcul Național Mavrovo, totul pentru a proteja speciile amenințate, inclusiv râsul balcanic. Această activitate a dus la retragerea împrumuturilor de la Banca Mondială și de la Banca Europeană pentru Reconstrucție și Dezvoltare (BERD), convingând Guvernul Macedoniei de Nord să întrerupă lucrările ulterioare la barajele din parcul național. Ca semn de recunoaștere a eforturilor sale, în aprilie 2019 a fost unul dintre cei șase ecologiști care au primit premiul Goldman pentru mediu.
Colovic Lesoska, un biolog, a auzit în 2010 despre planurile de a se construi instalații hidroelectrice în Mavrovo din regiunea muntoasă din vestul Macedoniei. Aceste planuri au inclus barajul Boškov Most, cu înălțimea de 33 de metri, și barajul Lukovo Pole, cu înălțimea de 70 de metri. În calitate de director executiv al Eko-svest, un centru macedonean de cercetare a mediului, în colaborare cu alte ONG-uri și activiști, Ana Colovic a lansat campania „Salvați Mavrovo”. În noiembrie 2011, ea a depus o plângere la ERBD, explicând că au aprobat un împrumut pentru proiectul Boškov Most fără a efectua evaluarea necesară a biodiversității. Ea i-a încurajat pe ambasadorii țărilor cu reprezentanți în consiliul de administrație al BERD să facă eforturi pentru încetarea finanțării. O petiție pe care a lansat-o prin care îndemna guvernul, ERBD și Banca Mondială să încheie proiectele a fost susținută de aproape 100.000 de semnături.
În 2013, ea a depus o plângere la Convenția de la Berna privind conservarea vieții sălbatice și a habitatelor naturale din Europa, explicând că proiectul hidroenergetic Boškov Most „ar putea avea un impact negativ decisiv asupra râsului”. În decembrie 2015, Convenția de la Berna a ordonat ERBD și Băncii Mondiale să suspendeze finanțarea, deoarece proiectul ar putea avea „un impact negativ decisiv asupra râsului”. Banca Mondială a retras imediat finanțarea și, în luna următoare (mai), a fost pronunțată o decizie judecătorească de anulare a autorizației de mediu pentru proiectul Boškov Most. În ianuarie 2017, BERD a anulat finanțarea.
În semn de recunoaștere a acestor realizări, în aprilie 2019 Ana Colovic Lesoska a fost distinsă cu Premiul Goldman pentru Mediu. A fost prima dată când premiul a fost acordat Macedoniei de Nord.